# Pücklerstraße
Die Pücklerstraße bildet mit ihrer Länge von 1180 Meter die Grenze zwischen den Berliner Ortsteilen Schmargendorf und Dahlem. Sie wurde 1905 nach dem preußischen Minister Erdmann Graf von Pückler (1792–1869) benannt.
Sie entstand um 1905 bei der großflächigen Umnutzung der bisher landwirtschaftlich genutzten Domäne Dahlem. In diesem Bereich wurde ein Villenviertel angelegt, dessen Straßen nach preußischen Landwirtschaftsministern usw. benannt.
Auf dem Grundstück Pücklerstraße 14 steht die ehemalige Villa Wurmbach, heute Dienstwohnung des Bundespräsidenten.
Nebenan in der Villa Pücklerstraße 16 lebte vor 1939 der Finanzexperte, Banker und Generalkonsul Rudolf Löb. Aufgrund der zunehmenden Gefahr für Juden in Deutschland musste Löb 1939 das Land verlassen und die Villa ging als Teil der von Löb zu zahlenden Reichsfluchtsteuer an den NS-Staat, der dort die Reichshauptstelle der SS-Organisation Forschungsgemeinschaft Deutsches Ahnenerbe einrichtete. In der Nr. 18 befand sich der Unternehmens- und zeitweilige Wohnsitz des Filmproduzenten Artur Brauner. Zeitweise wohnte in der Pücklerstraße 20 der berüchtigte nationalsozialistische Funktionär Martin Bormann.
Bei der 1927 erbauten Villa Warrelmann in der Pücklerstraße 24 handelt es sich um einen expressionistischen Klinkerbau für den Direktor der Märkischen Elektrizitätswerke (MEW), der durch das Hochbaubüro der MEW und das Architekturbüro Issel und Klingenberg entworfen wurde. Die Villa Warrelmann wird heute als Korporationshaus des KStV Askania-Burgundia im KV genutzt.
In der Villa Ehrenfeucht in Nummer 42–43 residiert der schwedische Botschafter. Dort trafen sich auf Einladung des schwedischen Generalkonsuls Sven Einar Backlund am 8. Mai 1966 der Regierende Bürgermeister von West-Berlin, Willy Brandt, und der sowjetische Botschafter in der DDR, Pjotr Abrassimow, zu einem ersten Gespräch, womit die Neue Ostpolitik eingeleitet wurde.
Im Westen kreuzt die Pücklerstraße die Clayallee.
An der benachbarten Pacelliallee steht die 1914 erbaute Villa des nationalsozialistischen Bankiers Emil Georg von Stauß. Sie war nach dem Zweiten Weltkrieg Sitz des amerikanischen Stadtkommandanten und ist heute Gästehaus des Auswärtigen Amtes.